# Campionato asiatico e oceaniano femminile di pallavolo 1995
Il VIII campionato asiatico e oceaniano femminile di pallavolo si è svolto dal 25 settembre al 1º ottobre 1995 a Chiang Mai, in Thailandia. Al torneo hanno partecipato 8 squadre nazionali asiatiche ed oceaniane e la vittoria finale è andata per la sesta volta, la quinta consecutiva, alla Cina.

## Classifica finale
| Classifica | Squadre       |
| ---------- | ------------- |
|            | Cina          |
|            | Corea del Sud |
|            | Giappone      |
| 4          | Taipei cinese |
| 5          | Thailandia    |
| 6          | Australia     |
| 7          | Nuova Zelanda |
| 8          | Filippine     |